# Kurt Steves
Kurt Steves (* 1. Februar 1930 in Schwetzingen; † 29. Mai 2011) war ein deutscher Wirtschaftsjournalist und Verbandsfunktionär.

## Leben
Nach dem Abitur 1949 studierte er Geschichte an der Universität Erlangen und der Freien Universität Berlin.
Von 1954 bis 1956 begann er als Volontär bei einer Regionalzeitung in Berlin. Er war ab 1956 Wirtschaftsredakteur der Tageszeitung Die Welt in Hamburg. Von 1958 bis 1975 wirkte er als wirtschaftspolitischer Korrespondent in Bonn. In dieser Zeit gehörte er dem journalistischen „Neuhauser Kreis“ um Ludwig Erhard an, zu dem auch Hans-Henning Zencke und Fritz Ullrich Fack zählten. Danach sollte er Mitglied der Chefredaktion werden.
Noch im Jahr 1975 wechselte er jedoch zum Bundesverband der Deutschen Industrie (BDI) in Köln, wo er Leiter der Abteilung für Außenwirtschaft und Integration sowie Mitglied der Hauptgeschäftsführung wurde.
Er war Mitglied der CDU und u. a. Teilnehmer beim Bergedorfer Gesprächskreis der Körber-Stiftung.
Steves war ab 1965 verheiratet und hatte zwei Kinder.

## Auszeichnungen
- 1975: Karl-Bräuer-Preis des Bundes der Steuerzahler[1]
- Bundesverdienstkreuz 1. Klasse[2]